# Anhinga americká
Anhinga americká (Anhinga anhinga) je vodní pták příbuzný kormoránům. Vyskytuje se v jihovýchodní části USA, Střední Americe a tropické části Jižní Ameriky. Tělo má dlouhé až 90 cm.

## Systematika
Anhingu americkou formálně popsal Carl Linné v roce 1766 ve 12. vydání Systema naturae jako Plotus anhinga.

## Popis
Zobák má rovný, špičatý a ostrý, na rozdíl od kormoránů, jejichž zobák je zahnutý. Mají plovací blánu mezi všemi čtyřmi prsty na noze.

## Způsob lovu
Anhingy kořist zobákem napichují (harpunují). Po napichnutí ji vyhodí do vzduchu nad hladinu a hlavou napřed ji velmi rychle polknou.

## Hnízdění
Anhingy hnízdí na stromech na okrajích vod a jejich mláďata dokážou dříve plavat než létat.